# Skonto Stadion
Le Skonto Stadion est un stade de football letton situé à Riga.
Ce stade de 6 915 accueille les matches à domicile du Skonto Riga, club évoluant en première division lettone ainsi que les matches de l'équipe de Lettonie de football.

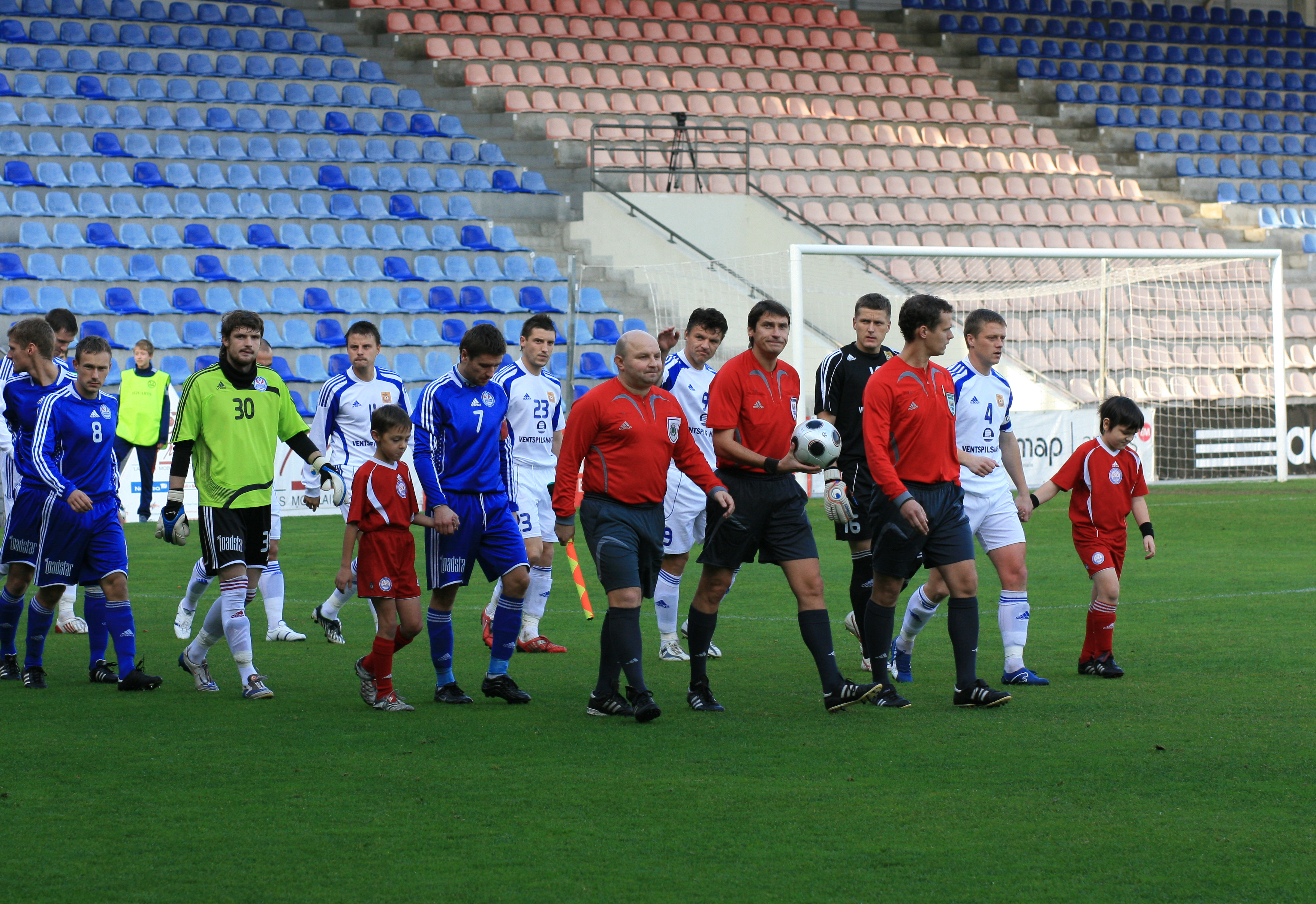
Entrée des joueurs de Skonto Riga et du FK Ventspils dans le stade le 19 octobre 2008

Après la faillite du Skonto Riga en 2016, le stade est repris par le Riga FC, club créé en 2014 et fraîchement promu en première division, mais garde le nom de Skonto Stadion en hommage au club 15 fois titré en championnat national.